# Базарбай (гора, Крим)
Базарбай ("базар" — неділя, "бай" — багатий) — гора і скелі на південному сході платоподібного лісистого відрогу масиву Демерджі-яйла. Розташовані в 4 км від c. Генеральське (Алушта) АР Крим. 
Координати:   44°46'29"N   34°26'22"E.